# 강동구의 행정 구역
강동구의 행정 구역은 9개의 법정동과 그것을 관리하는 19개 행정동으로 구성되어 있다. 강동구의 면적은 24.59제곱킬로미터이며, 인구는 2018년 6월을 기준으로 437,050명, 177,605 세대이다.

## 행정 구역
| 행정동    | 법정동 | 한자   | 면적  | 인구    | 세대    |
| --------- | ------ | ------ | ----- | ------- | ------- |
| 강일동    | 강일동 | 江一洞 | 2.80  | 33,166  | 11,210  |
| 상일제1동 | 상일동 | 上一洞 | 2.66  | 11,138  | 4,181   |
| 상일제2동 | 상일동 | 上一洞 | ?     | ?       | ?       |
| 명일제1동 | 명일동 | 明逸洞 | 0.61  | 22,503  | 8,189   |
| 명일제2동 | 명일동 | 明逸洞 | 0.97  | 18,043  | 5,898   |
| 고덕제1동 | 고덕동 | 高德洞 | 1.73  | 27,512  | 9,118   |
| 고덕제2동 | 고덕동 | 高德洞 | 2.01  | 8,007   | 3,551   |
| 암사제1동 | 암사동 | 岩寺洞 | 1.02  | 38,056  | 16,327  |
| 암사제2동 | 암사동 | 岩寺洞 | 1.18  | 14,796  | 5,890   |
| 암사제3동 | 암사동 | 岩寺洞 | 2.51  | 18,971  | 6,312   |
| 천호제1동 | 천호동 | 千戶洞 | 0.71  | 31,492  | 12,947  |
| 천호제2동 | 천호동 | 千戶洞 | 1.57  | 36,838  | 17,552  |
| 천호제3동 | 천호동 | 千戶洞 | 0.79  | 28,469  | 13,378  |
| 성내제1동 | 성내동 | 城內洞 | 0.58  | 21,077  | 8,146   |
| 성내제2동 | 성내동 | 城內洞 | 0.67  | 25,967  | 12,362  |
| 성내제3동 | 성내동 | 城內洞 | 0.71  | 24,327  | 10,201  |
| 길동      | 길동   | 吉洞   | 2.17  | 49,568  | 20,998  |
| 둔촌제1동 | 둔촌동 | 遁村洞 | 0.92  | 363     | 201     |
| 둔촌제2동 | 둔촌동 | 遁村洞 | 0.98  | 28,675  | 11,144  |
| 강동구    | 강동구 | 江東區 | 24.59 | 437,050 | 177,605 |

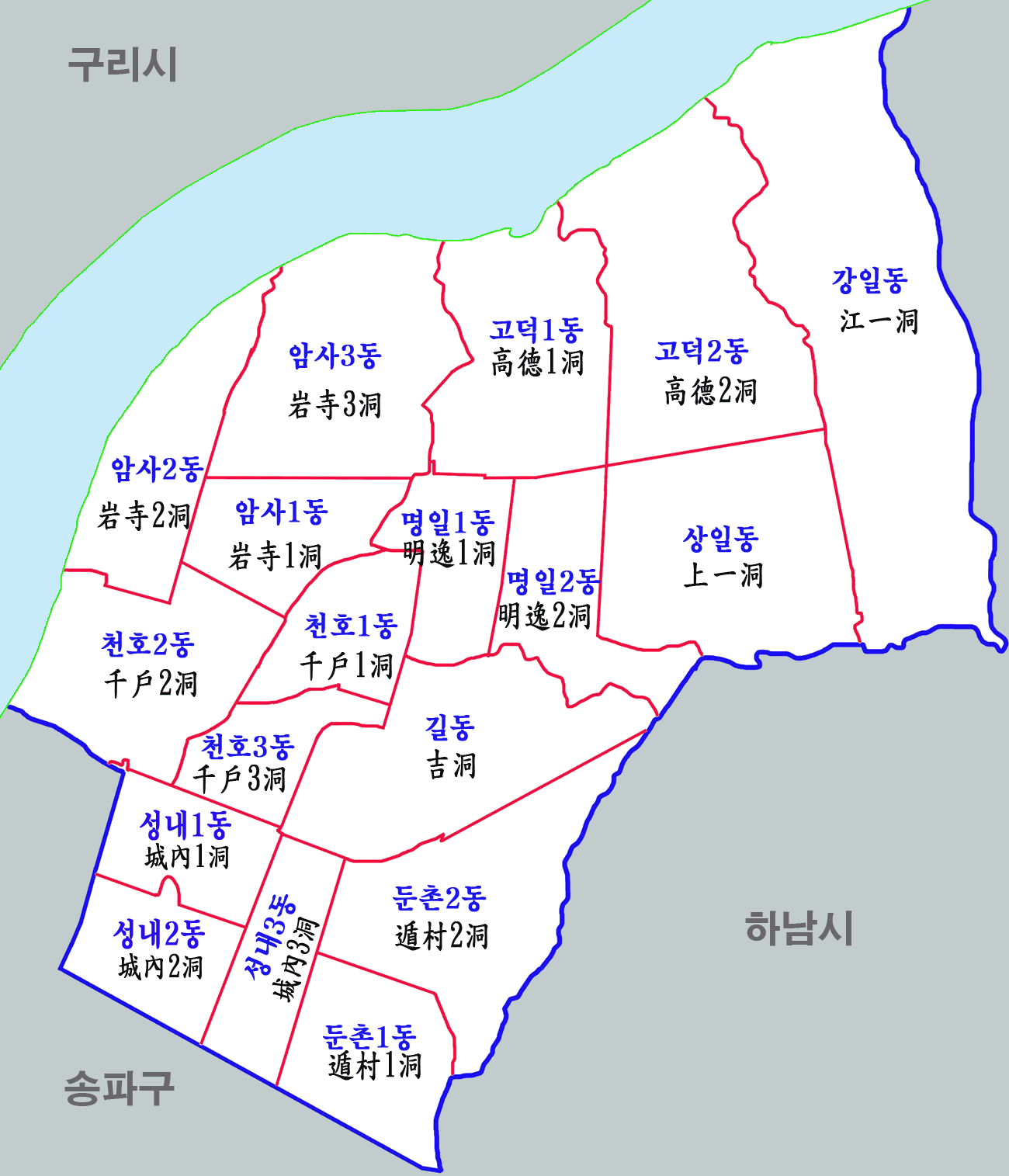
강동구의 행정 구역

인구 및 세대 수는 2018년 2분기를 기준으로 한다.

## 개요
| 행정동    | 법정동 | 설명 |
| --------- | ------ | --- |
| 강일동    | 강일동 | 1914년 능골, 벌말, 강매터, 가래여울 등 마을을 광주군 구천면 하일리(下一里)로 병합하였다. 1963년 1월 1일 서울특별시의 행정구역 확장에 따라 서울특별시 성동구에 편입되면서 하일동으로 바뀌었고, 1975년 10월 1일 강남구 관할이 된 것을 거쳐 1979년 10월 1일 강동구 관할이 되었다. 2007년 1월 1일 하일동을 강일동으로 개칭하였다. |
| 상일제1동 | 상일동 | 1914년 게내, 게내안말, 동자골 등 마을을 광주군 구천면 상일리로 병합하였다. 1963년 1월 1일 서울특별시의 행정구역 확장에 따라 서울특별시 성동구에 편입되면서 상일동으로 바뀌었고, 1975년 10월 1일 강남구 관할이 된 것을 거쳐 1979년 10월 1일 강동구 관할이 되었다. 동네의 이름은 이 동네가 게내(고덕천)의 위쪽에 있었던 데서 유래한다. |
| 상일제2동 | 상일동 | 1914년 게내, 게내안말, 동자골 등 마을을 광주군 구천면 상일리로 병합하였다. 1963년 1월 1일 서울특별시의 행정구역 확장에 따라 서울특별시 성동구에 편입되면서 상일동으로 바뀌었고, 1975년 10월 1일 강남구 관할이 된 것을 거쳐 1979년 10월 1일 강동구 관할이 되었다. 동네의 이름은 이 동네가 게내(고덕천)의 위쪽에 있었던 데서 유래한다. |
| 고덕제1동 | 고덕동 | 1914년 가재울, 비석말, 방죽말, 동자골 등 자연마을을 광주군 구천면(九川面) 고덕리로 병합하였다. 1963년 1월 1일 서울특별시의 행정구역 확장에 따라 서울특별시 성동구에 편입되면서 고덕동으로 바뀌었고, 1975년 10월 1일 강남구 관할이 된 것을 거쳐 1979년 10월 1일 강동구 관할이 되었다. 동네의 이름은 고려 말기 형조참의를 지낸 이양중이란 사람이 조선의 건국을 반대하여 이 동네에 은거하여, 주변 사람들로부터 덕이 높은(高德) 사람으로 칭송받은 데에서 유래한다.                                        |
| 고덕제2동 | 고덕동 | 1914년 가재울, 비석말, 방죽말, 동자골 등 자연마을을 광주군 구천면(九川面) 고덕리로 병합하였다. 1963년 1월 1일 서울특별시의 행정구역 확장에 따라 서울특별시 성동구에 편입되면서 고덕동으로 바뀌었고, 1975년 10월 1일 강남구 관할이 된 것을 거쳐 1979년 10월 1일 강동구 관할이 되었다. 동네의 이름은 고려 말기 형조참의를 지낸 이양중이란 사람이 조선의 건국을 반대하여 이 동네에 은거하여, 주변 사람들로부터 덕이 높은(高德) 사람으로 칭송받은 데에서 유래한다.                                        |
| 길동      | 길동   | 1914년 기리울, 아랫말, 골말, 방아다리 등 마을을 광주군 구천면 길리로 병합하였다. 1963년 1월 1일 서울특별시의 행정구역 확장에 따라 서울특별시 성동구에 편입되면서 길동으로 바뀌었고, 1975년 10월 1일 강남구 관할이 된 것을 거쳐 1979년 10월 1일 강동구 관할이 되었다. 동네 이름에 대해서는 이 지역이 산사태 등이 없는 길한 동네라서 길동이란 이름이 붙었다는 설과, '길다'의 뜻을 갖고 있는 고유어 이름 기리울에서 유래한 이름이라는 설이 있다. 실제로 이 지역에는 기리울 n길이란 이름의 길이 존재한다. |
| 둔촌제1동 | 둔촌동 | 1914년 약수터, 굴바위, 안둔굴, 밖둔굴 등 마을을 광주군 구천면 둔촌리로 병합하였다. 1963년 1월 1일 서울특별시의 행정구역 확장에 따라 서울특별시 성동구에 편입되면서 둔촌동으로 바뀌었고, 1975년 10월 1일 강남구 관할이 된 것을 거쳐 1979년 10월 1일 강동구 관할이 되었다. 동네의 이름은 이곳에 광주 이씨의 시조인 둔촌 이집이 한 때 거주한 적이 있었던 사실에서 유래한다. |
| 둔촌제2동 | 둔촌동 | 1914년 약수터, 굴바위, 안둔굴, 밖둔굴 등 마을을 광주군 구천면 둔촌리로 병합하였다. 1963년 1월 1일 서울특별시의 행정구역 확장에 따라 서울특별시 성동구에 편입되면서 둔촌동으로 바뀌었고, 1975년 10월 1일 강남구 관할이 된 것을 거쳐 1979년 10월 1일 강동구 관할이 되었다. 동네의 이름은 이곳에 광주 이씨의 시조인 둔촌 이집이 한 때 거주한 적이 있었던 사실에서 유래한다. |
| 명일제1동 | 명일동 | 1914년 샛말, 염주골, 간낫골, 건넛말, 샘말, 큰골 등 마을을 광주군 구천면 명일리로 병합하였다. 1963년 1월 1일 서울특별시의 행정구역 확장에 따라 서울특별시 성동구에 편입되면서 명일동으로 바뀌었고, 1975년 10월 1일 강남구 관할이 된 것을 거쳐 1979년 10월 1일 강동구 관할이 되었다. 동네의 이름은 994년(고려 성종 12년) 이 지역에 명일원(明逸院)이라는 역원을 설치한 데서 유래한다. 하지만 현재 명일원 터는 상일동에 위치하고 있다.                                                                    |
| 명일제2동 | 명일동 | 1914년 샛말, 염주골, 간낫골, 건넛말, 샘말, 큰골 등 마을을 광주군 구천면 명일리로 병합하였다. 1963년 1월 1일 서울특별시의 행정구역 확장에 따라 서울특별시 성동구에 편입되면서 명일동으로 바뀌었고, 1975년 10월 1일 강남구 관할이 된 것을 거쳐 1979년 10월 1일 강동구 관할이 되었다. 동네의 이름은 994년(고려 성종 12년) 이 지역에 명일원(明逸院)이라는 역원을 설치한 데서 유래한다. 하지만 현재 명일원 터는 상일동에 위치하고 있다.                                                                    |
| 성내제1동 | 성내동 | 1914년 성안말, 곰말, 안말, 벌말 등 마을을 광주군 구천면 성내리로 병합하였다. 1963년 1월 1일 서울특별시의 행정구역 확장에 따라 서울특별시 성동구에 편입되면서 성내동으로 바뀌었고, 1975년 10월 1일 강남구 관할이 된 것을 거쳐 1979년 10월 1일 강동구 관할이 되었다. 동네 이름은 이 곳이 풍납토성의 안쪽에 자리잡은 데서 유래한다. |
| 성내제2동 | 성내동 | 1914년 성안말, 곰말, 안말, 벌말 등 마을을 광주군 구천면 성내리로 병합하였다. 1963년 1월 1일 서울특별시의 행정구역 확장에 따라 서울특별시 성동구에 편입되면서 성내동으로 바뀌었고, 1975년 10월 1일 강남구 관할이 된 것을 거쳐 1979년 10월 1일 강동구 관할이 되었다. 동네 이름은 이 곳이 풍납토성의 안쪽에 자리잡은 데서 유래한다. |
| 성내제3동 | 성내동 | 1914년 성안말, 곰말, 안말, 벌말 등 마을을 광주군 구천면 성내리로 병합하였다. 1963년 1월 1일 서울특별시의 행정구역 확장에 따라 서울특별시 성동구에 편입되면서 성내동으로 바뀌었고, 1975년 10월 1일 강남구 관할이 된 것을 거쳐 1979년 10월 1일 강동구 관할이 되었다. 동네 이름은 이 곳이 풍납토성의 안쪽에 자리잡은 데서 유래한다. |
| 암사제1동 | 암사동 | 1914년 참앞, 우묵골, 점말, 새능말, 섬말, 갯물 등 마을을 광주군 구천면 암사리로 병합하였다. 1963년 1월 1일 서울특별시의 행정구역 확장에 따라 서울특별시 성동구에 편입되면서 암사동으로 바뀌었고, 1975년 10월 1일 강남구 관할이 된 것을 거쳐 1979년 10월 1일 강동구 관할이 되었다. 동네 이름은 이 곳에 신라시대의 절이 9개가 몰려 있었던 데서 구암사(九岩寺)라고 한 것을 암사리(岩寺理)로 줄여 부르던 것에서 유래한다.                                                                                  |
| 암사제2동 | 암사동 | 1914년 참앞, 우묵골, 점말, 새능말, 섬말, 갯물 등 마을을 광주군 구천면 암사리로 병합하였다. 1963년 1월 1일 서울특별시의 행정구역 확장에 따라 서울특별시 성동구에 편입되면서 암사동으로 바뀌었고, 1975년 10월 1일 강남구 관할이 된 것을 거쳐 1979년 10월 1일 강동구 관할이 되었다. 동네 이름은 이 곳에 신라시대의 절이 9개가 몰려 있었던 데서 구암사(九岩寺)라고 한 것을 암사리(岩寺理)로 줄여 부르던 것에서 유래한다.                                                                                  |
| 암사제3동 | 암사동 | 1914년 참앞, 우묵골, 점말, 새능말, 섬말, 갯물 등 마을을 광주군 구천면 암사리로 병합하였다. 1963년 1월 1일 서울특별시의 행정구역 확장에 따라 서울특별시 성동구에 편입되면서 암사동으로 바뀌었고, 1975년 10월 1일 강남구 관할이 된 것을 거쳐 1979년 10월 1일 강동구 관할이 되었다. 동네 이름은 이 곳에 신라시대의 절이 9개가 몰려 있었던 데서 구암사(九岩寺)라고 한 것을 암사리(岩寺理)로 줄여 부르던 것에서 유래한다.                                                                                  |
| 천호제1동 | 천호동 | 1914년 당말, 벽동말 등 마을을 광주군 구천면 곡교리(曲橋里)로 병합하였다. 1963년 1월 1일 서울특별시의 행정구역 확장에 따라 서울특별시 성동구에 편입되면서 천호동으로 바뀌었고, 1975년 10월 1일 강남구 관할이 된 것을 거쳐 1979년 10월 1일 강동구 관할이 되었다. 동네 이름은 이 곳이 인가 수천 호가 들어설 만한 지역이라는 풍수지리설의 주장에서 유래한다. |
| 천호제2동 | 천호동 | 1914년 당말, 벽동말 등 마을을 광주군 구천면 곡교리(曲橋里)로 병합하였다. 1963년 1월 1일 서울특별시의 행정구역 확장에 따라 서울특별시 성동구에 편입되면서 천호동으로 바뀌었고, 1975년 10월 1일 강남구 관할이 된 것을 거쳐 1979년 10월 1일 강동구 관할이 되었다. 동네 이름은 이 곳이 인가 수천 호가 들어설 만한 지역이라는 풍수지리설의 주장에서 유래한다. |
| 천호제3동 | 천호동 | 1914년 당말, 벽동말 등 마을을 광주군 구천면 곡교리(曲橋里)로 병합하였다. 1963년 1월 1일 서울특별시의 행정구역 확장에 따라 서울특별시 성동구에 편입되면서 천호동으로 바뀌었고, 1975년 10월 1일 강남구 관할이 된 것을 거쳐 1979년 10월 1일 강동구 관할이 되었다. 동네 이름은 이 곳이 인가 수천 호가 들어설 만한 지역이라는 풍수지리설의 주장에서 유래한다. |

## 역사
- 1979년 10월 1일 강남구 가락동 등을 강남구에서 분리하여 강동구가 신설되었다.[3] (18행정동)

18행정동 - 하일동, 명일동, 암사1동, 암사2동, 천호1동, 천호2동, 성내동, 풍납동, 길동, 거여동, 마천동, 방이동, 송파동, 잠실1동, 잠실2동, 잠실3동, 잠실4동, 잠실5동
| 대통령령 제9630호 |             |
| 구 행정구역 (법정동) | 신 행정구역 |
| 강남구 가락동, 거여동, 고덕동, 길동, 둔촌동, 마천동, 명일동, 문정동, 방이동, 삼성동, 삼전동, 상일동, 석촌동, 성내동, 송파동, 수서동, 신천동, 암사동, 오금동, 율현동, 이동, 일원동, 자곡동, 잠실동, 장지동, 천호동, 풍납동, 하일동 | 강동구 일원 |
- 1980년 7월 1일 행정동 암사3동, 천호3동, 성내2동, 둔촌동, 마천2동, 잠실6동을 신설하였다.[5] (24행정동)
- 1983년 1월 1일 행정동 가락동, 문정동을 신설하였다. (26행정동)
- 1983년 12월 1일 행정동 길2동, 잠실본동을 신설하였다. (28행정동)
- 1985년 9월 1일 행정동 상일동, 고덕동, 천호4동, 풍납2동, 둔촌2동, 오금동, 석촌동을 신설하였다.[6] (35행정동)
- 1988년 1월 1일 가락동 · 거여동 · 마천동 · 문정동 · 방이동 · 삼전동 · 석촌동 · 송파동 · 오금동 · 잠실동 · 장지동 · 풍납동을 관할(18행정동)로 송파구가 설치되었다.[7] (17행정동)

17행정동 - 하일동, 상일동, 명일동, 고덕동, 암사1동, 암사2동, 암사3동, 천호1동, 천호2동, 천호3동, 천호4동, 성내1동, 성내2동, 길1동, 길2동, 둔촌1동, 둔촌2동
- 1988년 7월 1일 행정동 명일2동, 고덕2동, 성내3동을 신설하였다.[8] (20행정동)
- 1991년 8월 6일 행정동 암사4동을 신설하였다.[9] (21행정동)
- 2001년 1월 1일 행정동 하일동을 강일동으로 개칭하였다.[10]
- 2007년 1월 1일 법정동 하일동을 강일동으로 개칭하였다.[4]
- 2007년 8월 1일 행정동 암사4동을 암사1동으로 합동하였다. 행정동 강일동의 업무를 고덕2동에서 통합운영하였다.[11] (20행정동)
- 2008년 7월 7일 행정동 천호4동을 천호2동으로, 길1동과 길2동을 길동으로 합동하였다.[12] (18행정동)
- 2021년 7월 1일 강일동을 강일동, 상일2동으르 분동하고, 상일동을 상일1동으로 개칭하였다.